# Coscinoderma denticulatum
Coscinoderma denticulatum är en svampdjursart som beskrevs av Poléjaeff 1884. Coscinoderma denticulatum ingår i släktet Coscinoderma och familjen Spongiidae. Inga underarter finns listade i Catalogue of Life.